# Discografia di Buckethead
La discografia di Buckethead, chitarrista rock statunitense, è molto ampia e comprende oltre trecento album in studio da solista, a cui si sommano tre album dal vivo, cinque raccolte, due colonne sonore, un EP, oltre venti singoli e quattro album video, pubblicati tra il 1992 e il 2022.
Sono da aggiungere inoltre dieci album in studio e una raccolta pubblicati attraverso il nome d'arte Death Cube K, oltre a 60 album pubblicati in collaborazione con svariati artisti.

## Album

### Album in studio
| Anno | Titolo                                                                                        | Pubblicato        | Etichetta       | Formati                       |
| ---- | --------------------------------------------------------------------------------------------- | ----------------- | --------------- | ----------------------------- |
| 1992 | Bucketheadland                                                                                | 5 febbraio 1992   | Avant           | 2 CD                          |
| 1994 | Giant Robot                                                                                   | 3 novembre 1994   | Sony Japan      | CD, download digitale         |
| 1996 | The Day of the Robot                                                                          | 30 aprile 1996    | Subharmonic     | CD                            |
| 1998 | Colma                                                                                         | 24 marzo 1998     | CyberOctave     | CD, download digitale         |
| 1999 | Monsters and Robots                                                                           | 20 aprile 1999    | CyberOctave     | CD, download digitale         |
| 2001 | Somewhere Over the Slaughterhouse                                                             | 5 giugno 2001     | Stray           | CD, LP                        |
| 2002 | Funnel Weaver                                                                                 | 15 febbraio 2002  | Ion             | CD, download digitale         |
| 2002 | Bermuda Triangle                                                                              | 23 luglio 2002    | Catalyst        | CD                            |
| 2002 | Electric Tears                                                                                | 8 ottobre 2002    | Metastation     | CD, download digitale         |
| 2003 | Bucketheadland 2                                                                              | 14 ottobre 2003   | Ion             | CD, 2 LP, download digitale   |
| 2004 | Island of Lost Minds                                                                          | 19 marzo 2004     | indipendente    | CD, download digitale         |
| 2004 | Population Override                                                                           | 30 marzo 2004     | Ion             | CD, 2 LP, download digitale   |
| 2004 | The Cuckoo Clocks of Hell                                                                     | 20 aprile 2004    | Disembodied     | CD                            |
| 2005 | Enter the Chicken                                                                             | 25 ottobre 2005   | Serjical Strike | CD, download digitale         |
| 2005 | Kaleidoscalp                                                                                  | 22 novembre 2005  | Tzadik          | CD, download digitale         |
| 2005 | Inbred Mountain                                                                               | 2 dicembre 2005   | TDRS Music      | CD, LP, download digitale     |
| 2006 | The Elephant Man's Alarm Clock                                                                | 17 febbraio 2006  | indipendente    | CD, LP, download digitale     |
| 2006 | Crime Slunk Scene                                                                             | 15 settembre 2006 | indipendente    | CD, LP, download digitale     |
| 2007 | Pepper's Ghost                                                                                | 1º marzo 2007     | indipendente    | CD, download digitale         |
| 2007 | Decoding the Tomb of Bansheebot                                                               | 30 ottobre 2007   | indipendente    | CD, LP, download digitale     |
| 2007 | Cyborg Slunks                                                                                 | 15 dicembre 2007  | TDRS Music      | CD                            |
| 2008 | Albino Slug                                                                                   | 1º dicembre 2008  | indipendente    | CD, LP, download digitale     |
| 2009 | Slaughterhouse on the Prairie                                                                 | 19 marzo 2009     | indipendente    | CD, LP, download digitale     |
| 2009 | A Real Diamond in the Rough                                                                   | 26 maggio 2009    | indipendente    | CD, LP, download digitale     |
| 2009 | Forensic Follies                                                                              | 1º giugno 2009    | indipendente    | CD, download digitale         |
| 2009 | Needle in a Slunk Stack                                                                       | 24 settembre 2009 | indipendente    | CD, download digitale         |
| 2010 | Shadows Between the Sky                                                                       | 20 febbraio 2010  | indipendente    | CD, LP, download digitale     |
| 2010 | Spinal Clock                                                                                  | 16 settembre 2010 | TDRS            | CD                            |
| 2010 | Captain EO's Voyage                                                                           | 20 ottobre 2010   | indipendente    | CD, download digitale         |
| 2011 | It's Alive (Pike 1)                                                                           | 15 maggio 2011    | indipendente    | CD, download digitale         |
| 2011 | Empty Space (Pike 2)                                                                          | 14 luglio 2011    | indipendente    | CD, download digitale         |
| 2011 | 3 Foot Clearance (Pike 3)                                                                     | 17 agosto 2011    | indipendente    | CD, download digitale         |
| 2011 | Underground Chamber (Pike 4)                                                                  | 17 agosto 2011    | indipendente    | CD, download digitale         |
| 2011 | Look Up There (Pike 5)                                                                        | 17 agosto 2011    | indipendente    | CD, download digitale         |
| 2012 | Electric Sea                                                                                  | 21 febbraio 2012  | Metastation     | CD, download digitale         |
| 2012 | Balloon Cement (Pike 6)                                                                       | 14 aprile 2012    | indipendente    | CD, download digitale         |
| 2012 | The Shores of Molokai (Pike 7)                                                                | 9 agosto 2012     | indipendente    | CD, download digitale         |
| 2012 | Racks (Pike 8)                                                                                | 20 settembre 2012 | indipendente    | CD, download digitale         |
| 2012 | March of the Slunks (Pike 9)                                                                  | 20 settembre 2012 | indipendente    | CD, download digitale         |
| 2012 | The Silent Picture Book (Pike 10)                                                             | 20 settembre 2012 | indipendente    | CD, download digitale         |
| 2013 | Forgotten Library (Pike 11)                                                                   | 9 aprile 2013     | indipendente    | Download digitale             |
| 2013 | Propellar (Pike 12)                                                                           | 7 maggio 2013     | indipendente    | Download digitale, CD         |
| 2013 | Pike 13                                                                                       | 13 maggio 2013    | indipendente    | CD                            |
| 2013 | The Mark of Davis (Pike 14)                                                                   | 31 maggio 2013    | indipendente    | Download digitale, CD         |
| 2013 | View Master (Pike 15)                                                                         | 8 giugno 2013     | indipendente    | Download digitale, CD         |
| 2013 | The Boiling Pond (Pike 16)                                                                    | 21 giugno 2013    | indipendente    | Download digitale, CD         |
| 2013 | The Spirit Winds (Pike 17)                                                                    | 28 giugno 2013    | indipendente    | Download digitale, CD         |
| 2013 | The Astrodome (Pike 18)                                                                       | 24 luglio 2013    | indipendente    | Download digitale, CD         |
| 2013 | Teeter Slaughter (Pike 19)                                                                    | 30 luglio 2013    | indipendente    | Download digitale, CD         |
| 2013 | Thaw (Pike 20)                                                                                | 30 luglio 2013    | indipendente    | Download digitale, CD         |
| 2013 | Telescape (Pike 23)                                                                           | 16 agosto 2013    | indipendente    | Download digitale, CD         |
| 2013 | Spiral Trackway (Pike 21)                                                                     | 3 settembre 2013  | indipendente    | Download digitale, CD         |
| 2013 | Sphere Facade (Pike 22)                                                                       | 3 settembre 2013  | indipendente    | Download digitale, CD         |
| 2013 | Slug Cartilage (Pike 24)                                                                      | 4 settembre 2013  | indipendente    | Download digitale, CD         |
| 2013 | Pancake Heater (Pike 25)                                                                      | 5 settembre 2013  | indipendente    | Download digitale, CD         |
| 2013 | Worms for the Garden (Pike 26)                                                                | 13 settembre 2013 | indipendente    | CD, download digitale         |
| 2013 | Halls of Dimension (Pike 27)                                                                  | 19 settembre 2013 | indipendente    | Download digitale, CD         |
| 2013 | Splatters (Pike 29)                                                                           | 26 settembre 2013 | indipendente    | Download digitale, CD         |
| 2013 | Feathers (Pike 28)                                                                            | 4 ottobre 2013    | indipendente    | Download digitale, CD         |
| 2013 | Mannequin Cemetery (Pike 30)                                                                  | 5 ottobre 2013    | indipendente    | Download digitale, CD         |
| 2013 | Pearson's Square (Pike 31)                                                                    | 24 ottobre 2013   | indipendente    | CD, download digitale         |
| 2013 | Pumpkin (Pike 33)                                                                             | 29 ottobre 2013   | indipendente    | Download digitale, CD         |
| 2013 | Thank You Ohlinger's (Pike 35)                                                                | 2 novembre 2013   | indipendente    | Download digitale, CD         |
| 2013 | The Pit (Pike 36)                                                                             | 2 novembre 2013   | indipendente    | Download digitale, CD         |
| 2013 | Rise of the Blue Lotus (Pike 32)                                                              | 9 novembre 2013   | indipendente    | Download digitale, CD         |
| 2013 | Hollowed Out (Pike 37)                                                                        | 12 novembre 2013  | indipendente    | Download digitale, CD         |
| 2013 | It Smells Like Frogs (Pike 38)                                                                | 22 novembre 2013  | indipendente    | Download digitale, CD         |
| 2013 | Twisterlend (Pike 39)                                                                         | 26 novembre 2013  | indipendente    | Download digitale, CD         |
| 2013 | Pikes (Pike 34)                                                                               | 27 novembre 2013  | indipendente    | Download digitale, CD         |
| 2013 | Coat of Charms (Pike 40)                                                                      | 11 dicembre 2013  | indipendente    | Download digitale, CD         |
| 2013 | Wishes (Pike 41)                                                                              | 24 dicembre 2013  | indipendente    | Download digitale, CD         |
| 2014 | You Can't Triple Stamp a Double Stamp (Pike 44)                                               | 9 gennaio 2014    | indipendente    | Download digitale, CD         |
| 2014 | Backwards Chimney (Pike 42)                                                                   | 17 gennaio 2014   | indipendente    | Download digitale, CD         |
| 2014 | The Coats of Claude (Pike 45)                                                                 | 17 gennaio 2014   | indipendente    | Download digitale, CD         |
| 2014 | Pike 43                                                                                       | 21 gennaio 2014   | indipendente    | CD                            |
| 2014 | Hide in the Pickling Jar (Pike 48)                                                            | 7 febbraio 2014   | indipendente    | Download digitale, CD         |
| 2014 | Monument Valley (Pike 49)                                                                     | 7 febbraio 2014   | indipendente    | CD, download digitale         |
| 2014 | Pitch Dark (Pike 50)                                                                          | 25 febbraio 2014  | indipendente    | Download digitale, CD         |
| 2014 | Rainy Days (Pike 46)                                                                          | 1º marzo 2014     | indipendente    | Download digitale, CD         |
| 2014 | Roller Coaster Track Repair (Pike 47)                                                         | 1º marzo 2014     | indipendente    | LP, download digitale, CD     |
| 2014 | Factory (Pike 52)                                                                             | 13 marzo 2014     | indipendente    | Download digitale, CD         |
| 2014 | City of Ferris Wheels (Pike 53)                                                               | 23 marzo 2014     | indipendente    | Download digitale, CD         |
| 2014 | The Frankensteins Monsters Blinds (Pike 54)                                                   | 27 marzo 2014     | indipendente    | Download digitale, CD         |
| 2014 | Cycle (Pike 56)                                                                               | 17 aprile 2014    | indipendente    | Download digitale, CD         |
| 2014 | Claymation Courtyard (Pike 51)                                                                | 21 aprile 2014    | indipendente    | CD, download digitale         |
| 2014 | Night Gallery (Pike 57)                                                                       | 28 aprile 2014    | indipendente    | Download digitale, CD         |
| 2014 | Outpost (Pike 58)                                                                             | 30 aprile 2014    | indipendente    | Download digitale, CD         |
| 2014 | Footsteps (Pike 60)                                                                           | 13 maggio 2014    | indipendente    | Download digitale, CD         |
| 2014 | Citacis (Pike 61)                                                                             | 20 maggio 2014    | indipendente    | Download digitale, CD         |
| 2014 | The Miskatonic Scale (Pike 55)                                                                | 23 maggio 2014    | indipendente    | Download digitale, CD         |
| 2014 | Outlined for Citacis (Pike 62)                                                                | 28 maggio 2014    | indipendente    | Download digitale, CD         |
| 2014 | Grand Gallery (Pike 63)                                                                       | 28 maggio 2014    | indipendente    | Download digitale, CD         |
| 2014 | Ydrapoej (Pike 59)                                                                            | 10 luglio 2014    | indipendente    | Download digitale, CD         |
| 2014 | Abandoned Slaughterhouse (Pike 67)                                                            | 12 luglio 2014    | indipendente    | Download digitale, CD         |
| 2014 | Assignment 033-03 (Pike 68)                                                                   | 18 luglio 2014    | indipendente    | Download digitale, CD         |
| 2014 | Aquarium (Pike 64)                                                                            | 21 luglio 2014    | indipendente    | Download digitale, CD         |
| 2014 | Hold Me Forever (In Memory of My Mom Nancy York Carroll) (Pike 65)                            | 21 luglio 2014    | indipendente    | Download digitale, CD         |
| 2014 | Snow Slug (Pike 70)                                                                           | 29 luglio 2014    | indipendente    | Download digitale, CD         |
| 2014 | Celery (Pike 71)                                                                              | 5 agosto 2014     | indipendente    | Download digitale, CD         |
| 2014 | Closed Attractions (Pike 72)                                                                  | 13 agosto 2014    | indipendente    | Download digitale, CD         |
| 2014 | Leave the Light On (Pike 66)                                                                  | 14 agosto 2014    | indipendente    | Download digitale, CD         |
| 2014 | Final Bend of the Labyrinth (Pike 73)                                                         | 22 agosto 2014    | indipendente    | Download digitale, CD         |
| 2014 | Infinity Hill (Pike 74)                                                                       | 22 agosto 2014    | indipendente    | Download digitale, CD         |
| 2014 | Twilight Constrictor (Pike 75)                                                                | 29 agosto 2014    | indipendente    | Download digitale, CD         |
| 2014 | Category of Whereness (Pike 69)                                                               | 4 settembre 2014  | indipendente    | Download digitale, CD         |
| 2014 | Bumbyride Dreamlands (Pike 77)                                                                | 4 settembre 2014  | indipendente    | Download digitale, CD         |
| 2014 | Geppetos Trunk (Pike 79)                                                                      | 14 settembre 2014 | indipendente    | Download digitale, CD         |
| 2014 | Cutout Animatronic (Pike 80)                                                                  | 17 settembre 2014 | indipendente    | Download digitale, CD         |
| 2014 | Caterpillar (Pike 76)                                                                         | 23 settembre 2014 | indipendente    | Download digitale, CD         |
| 2014 | Pike 78                                                                                       | 23 settembre 2014 | indipendente    | CD                            |
| 2014 | Carnival of Cartilage (Pike 81)                                                               | 27 settembre 2014 | indipendente    | Download digitale, CD         |
| 2014 | Calamity Cabin (Pike 82)                                                                      | 27 settembre 2014 | indipendente    | Download digitale, CD         |
| 2014 | Dreamless Slumber (Pike 83)                                                                   | 3 ottobre 2014    | indipendente    | Download digitale, CD         |
| 2014 | Whirlpool (Pike 84)                                                                           | 7 ottobre 2014    | indipendente    | Download digitale, CD         |
| 2014 | Walk in Loset (Pike 85)                                                                       | 11 ottobre 2014   | indipendente    | Download digitale, CD         |
| 2014 | Our Selves (Pike 86)                                                                          | 18 ottobre 2014   | indipendente    | Download digitale, CD         |
| 2014 | Interstellar Slunk (Pike 87)                                                                  | 20 ottobre 2014   | indipendente    | Download digitale, CD         |
| 2014 | Red Pepper Restaurant (Pike 88)                                                               | 25 ottobre 2014   | indipendente    | Download digitale, CD         |
| 2014 | The Time Travelers Dream (Pike 89)                                                            | 29 ottobre 2014   | indipendente    | Download digitale, CD         |
| 2014 | Listen for the Whisper (Pike 90)                                                              | 31 ottobre 2014   | indipendente    | Download digitale, CD         |
| 2014 | The Splatterhorn (Pike 92)                                                                    | 15 novembre 2014  | indipendente    | Download digitale, CD         |
| 2014 | Coaster Coat (Pike 93)                                                                        | 20 novembre 2014  | indipendente    | Download digitale, CD         |
| 2014 | Magic Lantern (Pike 94)                                                                       | 27 novembre 2014  | indipendente    | Download digitale, CD         |
| 2014 | Northern Lights (Pike 95)                                                                     | 28 novembre 2014  | indipendente    | Download digitale, CD         |
| 2014 | Yarn (Pike 96)                                                                                | 5 dicembre 2014   | indipendente    | Download digitale, CD         |
| 2014 | Sublunar (Pike 91)                                                                            | 9 dicembre 2014   | indipendente    | Download digitale, CD         |
| 2014 | Passageways (Pike 97)                                                                         | 12 dicembre 2014  | indipendente    | Download digitale, CD         |
| 2014 | Pilot (Pike 98)                                                                               | 19 dicembre 2014  | indipendente    | Download digitale, CD         |
| 2014 | Polar Trench (Pike 99)                                                                        | 25 dicembre 2014  | indipendente    | Download digitale, CD         |
| 2014 | The Mighty Microscope (Pike 100)                                                              | 31 dicembre 2014  | indipendente    | Download digitale, CD         |
| 2014 | In the Hollow Hills (Pike 101)                                                                | 31 dicembre 2014  | indipendente    | Download digitale, CD         |
| 2015 | Sideway Streets (Pike 102)                                                                    | 13 gennaio 2015   | indipendente    | Download digitale, CD         |
| 2015 | Squid Ink Lodge (Pike 103)                                                                    | 21 gennaio 2015   | indipendente    | Download digitale, CD         |
| 2015 | The Moltrail (Pike 105)                                                                       | 27 gennaio 2015   | indipendente    | Download digitale, CD         |
| 2015 | Forest of Bamboo (Pike 106)                                                                   | 29 gennaio 2015   | indipendente    | Download digitale, CD         |
| 2015 | Weird Glows Gleam (Pike 107)                                                                  | 30 gennaio 2015   | indipendente    | Download digitale, CD         |
| 2015 | Collect Itself (Pike 108)                                                                     | 30 gennaio 2015   | indipendente    | Download digitale, CD         |
| 2015 | The Left Panel (Pike 109)                                                                     | 3 febbraio 2015   | indipendente    | Download digitale, CD         |
| 2015 | Wall to Wall Cobwebs (Pike 110)                                                               | 14 febbraio 2015  | indipendente    | Download digitale, CD         |
| 2015 | Night of the Snowmole (Pike 111)                                                              | 18 febbraio 2015  | indipendente    | Download digitale, CD         |
| 2015 | Creaky Doors and Creaky Floors (Pike 112)                                                     | 19 febbraio 2015  | indipendente    | Download digitale, CD         |
| 2015 | Herbie Theatre (Pike 113)                                                                     | 21 febbraio 2015  | indipendente    | Download digitale, CD         |
| 2015 | Glow in the Dark (Pike 114)                                                                   | 24 febbraio 2015  | indipendente    | Download digitale, CD         |
| 2015 | Project Little Man (Pike 104)                                                                 | 27 febbraio 2015  | indipendente    | Download digitale, CD         |
| 2015 | Marble Monsters (Pike 115)                                                                    | 27 febbraio 2015  | indipendente    | Download digitale, CD         |
| 2015 | Infinity of the Spheres (Pike 116)                                                            | 27 febbraio 2015  | indipendente    | Download digitale, CD         |
| 2015 | Vacuum (Pike 117)                                                                             | 28 febbraio 2015  | indipendente    | Download digitale, CD         |
| 2015 | Elevator (Pike 118)                                                                           | 11 marzo 2015     | indipendente    | Download digitale, CD         |
| 2015 | Louzenger (Pike 120)                                                                          | 19 marzo 2015     | indipendente    | Download digitale, CD         |
| 2015 | Shaded Ray (Pike 121)                                                                         | 21 marzo 2015     | indipendente    | Download digitale, CD         |
| 2015 | The Other Side of the Dark (Pike 122)                                                         | 26 marzo 2015     | indipendente    | Download digitale, CD         |
| 2015 | Scroll of Vegetable (Pike 123)                                                                | 28 marzo 2015     | indipendente    | Download digitale, CD         |
| 2015 | Rotten Candy Cane (Pike 124)                                                                  | 31 marzo 2015     | indipendente    | Download digitale, CD         |
| 2015 | Along the River Bank (Pike 125)                                                               | 3 aprile 2015     | indipendente    | Download digitale, CD         |
| 2015 | Tourist (Pike 126)                                                                            | 9 aprile 2015     | indipendente    | Download digitale, CD         |
| 2015 | Paint to the Tile (Pike 127)                                                                  | 12 aprile 2015    | indipendente    | Download digitale, CD         |
| 2015 | Tucked into Dreams (Pike 128)                                                                 | 19 aprile 2015    | indipendente    | Download digitale, CD         |
| 2015 | Forever Lake (Pike 129)                                                                       | 21 aprile 2015    | indipendente    | Download digitale, CD         |
| 2015 | Down in the Bayou Part Two (Pike 130)                                                         | 24 aprile 2015    | indipendente    | Download digitale, CD         |
| 2015 | Down the Bayou Part One (Pike 131)                                                            | 28 aprile 2015    | indipendente    | Download digitale, CD         |
| 2015 | Chamber of Drawers (Pike 132)                                                                 | 29 aprile 2015    | indipendente    | Download digitale, CD         |
| 2015 | Embroidery (Pike 133)                                                                         | 30 aprile 2015    | indipendente    | Download digitale, CD         |
| 2015 | Digging Under the Basement (Pike 134)                                                         | 8 maggio 2015     | indipendente    | Download digitale, CD         |
| 2015 | Haunted Roller Coaster Chair (Pike 135)                                                       | 8 maggio 2015     | indipendente    | Download digitale, CD         |
| 2015 | Solar Sailcraft (Pike 119)                                                                    | 9 maggio 2015     | indipendente    | Download digitale, CD         |
| 2015 | Firebolt (Pike 136)                                                                           | 9 maggio 2015     | indipendente    | Download digitale, CD         |
| 2015 | Hideous Phantasm (Pike 137)                                                                   | 16 maggio 2015    | indipendente    | Download digitale, CD         |
| 2015 | Giant Claw (Pike 138)                                                                         | 22 maggio 2015    | indipendente    | Download digitale, CD         |
| 2015 | Observation (Pike 139)                                                                        | 26 maggio 2015    | indipendente    | Download digitale, CD         |
| 2015 | Hats and Glasses (Pike 140)                                                                   | 30 maggio 2015    | indipendente    | Download digitale, CD         |
| 2015 | Last Call for the E.P. Ripley (Pike 141)                                                      | 30 maggio 2015    | indipendente    | Download digitale, CD         |
| 2015 | Nautical Nightmares (Pike 142)                                                                | 31 maggio 2015    | indipendente    | Download digitale, CD         |
| 2015 | Blank Bot (Pike 143)                                                                          | 5 giugno 2015     | indipendente    | Download digitale, CD         |
| 2015 | Scream Sundae (Pike 144)                                                                      | 9 giugno 2015     | indipendente    | Download digitale, CD         |
| 2015 | Kareem's Footprint (Pike 145)                                                                 | 9 giugno 2015     | indipendente    | Download digitale, CD         |
| 2015 | Carrotcature (Pike 146)                                                                       | 11 giugno 2015    | indipendente    | Download digitale, CD         |
| 2015 | Popcorn Shells (Pike 147)                                                                     | 13 giugno 2015    | indipendente    | Download digitale, CD         |
| 2015 | Invisable Forest (Pike 148)                                                                   | 17 giugno 2015    | indipendente    | Download digitale, CD         |
| 2015 | Chickencoopscope (Pike 149)                                                                   | 19 giugno 2015    | indipendente    | Download digitale, CD         |
| 2015 | Heaven Is Your Home (For My Father, Thomas Manley Carroll) (Pike 150)                         | 21 giugno 2015    | indipendente    | Download digitale, CD         |
| 2015 | Fog Gardens (Pike 151)                                                                        | 27 giugno 2015    | indipendente    | Download digitale, CD         |
| 2015 | Carnival Cutouts (Pike 152)                                                                   | 3 luglio 2015     | indipendente    | Download digitale, CD         |
| 2015 | Whisper Track (Pike 153)                                                                      | 8 luglio 2015     | indipendente    | Download digitale, CD         |
| 2015 | The Cellar Yawns (Pike 154)                                                                   | 13 luglio 2015    | indipendente    | Download digitale, CD         |
| 2015 | Ancient Lens (Pike 155)                                                                       | 16 luglio 2015    | indipendente    | Download digitale, CD         |
| 2015 | Herbie Climbs a Tree (Pike 156)                                                               | 22 luglio 2015    | indipendente    | Download digitale, CD         |
| 2015 | Upside Down Skyway (Pike 157)                                                                 | 25 luglio 2015    | indipendente    | Download digitale, CD         |
| 2015 | Twisted Branches (Pike 158)                                                                   | 28 luglio 2015    | indipendente    | Download digitale, CD         |
| 2015 | Half Circle Bridge (Pike 159)                                                                 | 31 luglio 2015    | indipendente    | Download digitale, CD         |
| 2015 | Land of Miniatures (Pike 160)                                                                 | 1º agosto 2015    | indipendente    | Download digitale, CD         |
| 2015 | Bats in the Lite Brite (Pike 161)                                                             | 1º agosto 2015    | indipendente    | Download digitale, CD         |
| 2015 | Four Forms (Pike 162)                                                                         | 8 agosto 2015     | indipendente    | Download digitale, CD         |
| 2015 | Blue Tide (Pike 163)                                                                          | 11 agosto 2015    | indipendente    | Download digitale, CD         |
| 2015 | Ghoul (Pike 164)                                                                              | 18 agosto 2015    | indipendente    | Download digitale, CD         |
| 2015 | Orange Tree (Pike 165)                                                                        | 21 agosto 2015    | indipendente    | Download digitale, CD         |
| 2015 | Region (Pike 166)                                                                             | 25 agosto 2015    | indipendente    | Download digitale, CD         |
| 2015 | Shapeless (Pike 167)                                                                          | 28 agosto 2015    | indipendente    | Download digitale, CD         |
| 2015 | Ognarader (Pike 168)                                                                          | 2 settembre 2015  | indipendente    | Download digitale, CD         |
| 2015 | The Windowsill (Pike 169)                                                                     | 6 settembre 2015  | indipendente    | Download digitale, CD         |
| 2015 | Washed Away (Pike 170)                                                                        | 13 settembre 2015 | indipendente    | Download digitale, CD         |
| 2015 | A Ghost Took My Homework (Pike 171)                                                           | 17 settembre 2015 | indipendente    | Download digitale, CD         |
| 2015 | Crest of the Hill (Pike 172)                                                                  | 20 settembre 2015 | indipendente    | Download digitale, CD         |
| 2015 | The Blob (Pike 173)                                                                           | 24 settembre 2015 | indipendente    | Download digitale, CD         |
| 2015 | Last House on Slunk Street (Pike 174)                                                         | 26 settembre 2015 | indipendente    | Download digitale, CD         |
| 2015 | Quilted (Pike 175)                                                                            | 29 settembre 2015 | indipendente    | Download digitale, CD         |
| 2015 | 31 Days Til Halloween: Visitor from the Mirror (Pike 176)                                     | 1º ottobre 2015   | indipendente    | Download digitale, CD         |
| 2015 | 30 Days Til Halloween: Swollen Glasses (Pike 177)                                             | 2 ottobre 2015    | indipendente    | Download digitale, CD         |
| 2015 | 29 Days Til Halloween: Blurmwood (Pike 178)                                                   | 3 ottobre 2015    | indipendente    | Download digitale, CD         |
| 2015 | 28 Days Til Halloween: The Insides of the Outsides (Pike 179)                                 | 4 ottobre 2015    | indipendente    | Download digitale, CD         |
| 2015 | 27 Days Til Halloween: Cavern Guide (Pike 180)                                                | 5 ottobre 2015    | indipendente    | Download digitale, CD         |
| 2015 | 26 Days Til Halloween: Bogwitch (Pike 181)                                                    | 6 ottobre 2015    | indipendente    | Download digitale, CD         |
| 2015 | 25 Days Til Halloween: Window Fragment (Pike 182)                                             | 7 ottobre 2015    | indipendente    | Download digitale, CD         |
| 2015 | 24 Days Til Halloween: Screaming Scalp (Pike 183)                                             | 8 ottobre 2015    | indipendente    | Download digitale, CD         |
| 2015 | 23 Days Til Halloween: Wax (Pike 184)                                                         | 9 ottobre 2015    | indipendente    | Download digitale, CD         |
| 2015 | 22 Days Til Halloween: I Got This Costume from the Sears Catalog (Pike 185)                   | 10 ottobre 2015   | indipendente    | Download digitale, CD         |
| 2015 | 21 Days Til Halloween: Cement Decay (Pike 186)                                                | 11 ottobre 2015   | indipendente    | Download digitale, CD         |
| 2015 | 20 Days Til Halloween: Forgotten Experiment (Pike 187)                                        | 12 ottobre 2015   | indipendente    | Download digitale, CD         |
| 2015 | 19 Days Til Halloween: Light in Window (Pike 188)                                             | 13 ottobre 2015   | indipendente    | Download digitale, CD         |
| 2015 | 18 Days Til Halloween: Blue Squared (Pike 189)                                                | 14 ottobre 2015   | indipendente    | Download digitale, CD         |
| 2015 | 17 Days Til Halloween: 1079 (Pike 190)                                                        | 15 ottobre 2015   | indipendente    | Download digitale, CD         |
| 2015 | 16 Days Til Halloween: Cellar (Pike 191)                                                      | 16 ottobre 2015   | indipendente    | Download digitale, CD         |
| 2015 | 15 Days Til Halloween: Grotesques (Pike 192)                                                  | 17 ottobre 2015   | indipendente    | Download digitale, CD         |
| 2015 | 14 Days Til Halloween: Voice from the Dead Forest (Pike 193)                                  | 18 ottobre 2015   | indipendente    | Download digitale, CD         |
| 2015 | 13 Days Til Halloween: Maple Syrup (Pike 194)                                                 | 19 ottobre 2015   | indipendente    | Download digitale, CD         |
| 2015 | 12 Days Til Halloween: Face Sling Shot (Pike 195)                                             | 20 ottobre 2015   | indipendente    | Download digitale, CD         |
| 2015 | 11 Days Til Halloween: Reflection (Pike 196)                                                  | 21 ottobre 2015   | indipendente    | Download digitale, CD         |
| 2015 | 10 Days Til Halloween: Residue (Pike 197)                                                     | 22 ottobre 2015   | indipendente    | Download digitale, CD         |
| 2015 | 9 Days Til Halloween: Eye on Spiral (Pike 198)                                                | 23 ottobre 2015   | indipendente    | Download digitale, CD         |
| 2015 | 8 Days Til Halloween: Flare Up (Pike 199)                                                     | 24 ottobre 2015   | indipendente    | Download digitale, CD         |
| 2015 | 7 Days Til Halloween: Cavernous (Pike 200)                                                    | 25 ottobre 2015   | indipendente    | Download digitale, CD         |
| 2015 | 6 Days Til Halloween: Underlair (Pike 201)                                                    | 26 ottobre 2015   | indipendente    | Download digitale, CD         |
| 2015 | 5 Days Til Halloween: Scrapbook Front (Pike 202)                                              | 27 ottobre 2015   | indipendente    | Download digitale, CD         |
| 2015 | 4 Days Til Halloween: Silent Photo (Pike 203)                                                 | 28 ottobre 2015   | indipendente    | Download digitale, CD         |
| 2015 | 3 Days Til Halloween: Crow Hedge (Pike 204)                                                   | 29 ottobre 2015   | indipendente    | Download digitale, CD         |
| 2015 | 2 Days Til Halloween: Cold Frost (Pike 205)                                                   | 30 ottobre 2015   | indipendente    | Download digitale, CD         |
| 2015 | Happy Halloween: Silver Shamrock (Pike 206)                                                   | 31 ottobre 2015   | indipendente    | Download digitale, CD         |
| 2015 | 365 Days Til Halloween: Smash (Pike 207)                                                      | 1º novembre 2015  | indipendente    | Download digitale, CD         |
| 2015 | The Wishing Brook (Pike 208)                                                                  | 3 novembre 2015   | indipendente    | Download digitale, CD         |
| 2015 | Rooms of Illusions (Pike 209)                                                                 | 5 novembre 2015   | indipendente    | Download digitale, CD         |
| 2015 | Sunken Parlor (Pike 210)                                                                      | 7 novembre 2015   | indipendente    | Download digitale, CD         |
| 2015 | Screen Door (Pike 211)                                                                        | 14 novembre 2015  | indipendente    | Download digitale, CD         |
| 2015 | Hornet (Pike 212)                                                                             | 17 novembre 2015  | indipendente    | Download digitale, CD         |
| 2015 | Crumple (Pike 213)                                                                            | 20 novembre 2015  | indipendente    | Download digitale, CD         |
| 2015 | Trace Candle (Pike 214)                                                                       | 26 novembre 2015  | indipendente    | Download digitale, CD         |
| 2015 | Teflecter (Pike 215)                                                                          | 3 dicembre 2015   | indipendente    | Download digitale, CD         |
| 2015 | Wheels of Ferris (Pike 216)                                                                   | 8 dicembre 2015   | indipendente    | Download digitale, CD         |
| 2015 | Pike Doors (Pike 217)                                                                         | 20 dicembre 2015  | indipendente    | Download digitale, CD         |
| 2015 | Old Toys (Pike 218)                                                                           | 24 dicembre 2015  | indipendente    | Download digitale, CD         |
| 2015 | Rain Drops on Christmas (Pike 219)                                                            | 25 dicembre 2015  | indipendente    | Download digitale, CD         |
| 2016 | Mirror Realms (Pike 220)                                                                      | 7 gennaio 2016    | indipendente    | Download digitale, CD         |
| 2016 | Cove Cloud (Pike 221)                                                                         | 12 gennaio 2016   | indipendente    | Download digitale, CD         |
| 2016 | Out of the Attic (Pike 222)                                                                   | 16 gennaio 2016   | indipendente    | Download digitale, CD         |
| 2016 | Dragging the Fence (Pike 223)                                                                 | 19 gennaio 2016   | indipendente    | Download digitale, CD         |
| 2016 | Buildor (Pike 224)                                                                            | 24 gennaio 2016   | indipendente    | Download digitale, CD         |
| 2016 | Florrmat (Pike 225)                                                                           | 27 gennaio 2016   | indipendente    | Download digitale, CD         |
| 2016 | Happy Birthday MJ 23 (Pike 226)                                                               | 18 febbraio 2016  | indipendente    | Download digitale, CD         |
| 2016 | Arcade of the Deserted (Pike 227)                                                             | 21 febbraio 2016  | indipendente    | Download digitale, CD         |
| 2016 | The Creaking Stairs (Pike 228)                                                                | 24 febbraio 2016  | indipendente    | Download digitale, CD         |
| 2016 | Cabs (Pike 229)                                                                               | 28 febbraio 2016  | indipendente    | Download digitale, CD         |
| 2016 | Rooftop (Pike 230)                                                                            | 15 marzo 2016     | indipendente    | Download digitale, CD         |
| 2016 | Drift (Pike 231)                                                                              | 15 marzo 2016     | indipendente    | Download digitale, CD         |
| 2016 | Lightboard (Pike 232)                                                                         | 27 marzo 2016     | indipendente    | Download digitale, CD         |
| 2016 | 22222222 (Pike 233)                                                                           | 27 marzo 2016     | indipendente    | Download digitale, CD         |
| 2016 | Coupon (Pike 234)                                                                             | 31 marzo 2016     | indipendente    | Download digitale, CD         |
| 2016 | Oneiric Pool (Pike 235)                                                                       | 27 ottobre 2016   | indipendente    | Download digitale, CD         |
| 2016 | Castle on Slunk Hill (Pike 236)                                                               | 4 novembre 2016   | indipendente    | Download digitale, CD         |
| 2016 | The Five Blocks (Pike 237)                                                                    | 17 novembre 2016  | indipendente    | Download digitale, CD         |
| 2016 | Attic Garden (Pike 238)                                                                       | 21 novembre 2016  | indipendente    | Download digitale, CD         |
| 2016 | The Mermaid Stairwell (Pike 239)                                                              | 25 novembre 2016  | indipendente    | Download digitale, CD         |
| 2016 | Chart (Pike 240)                                                                              | 2 dicembre 2016   | indipendente    | Download digitale, CD         |
| 2016 | Sparks in the Dark (Pike 241)                                                                 | 9 dicembre 2016   | indipendente    | LP, download digitale, CD     |
| 2016 | Hamdens Hollow (Pike 242)                                                                     | 12 dicembre 2016  | indipendente    | Download digitale, CD         |
| 2016 | Santa's Toy Workshop (Pike 243)                                                               | 23 dicembre 2016  | indipendente    | Download digitale, CD         |
| 2017 | Out Orbit (Pike 244)                                                                          | 11 gennaio 2017   | indipendente    | Download digitale, CD         |
| 2017 | Space Viking (Pike 245)                                                                       | 15 gennaio 2017   | indipendente    | Download digitale, CD         |
| 2017 | Nettle (Pike 246)                                                                             | 20 gennaio 2017   | indipendente    | Download digitale, CD         |
| 2017 | Rivers in the Seas (Pike 247)                                                                 | 30 gennaio 2017   | indipendente    | Download digitale, CD         |
| 2017 | Adrift in Sleepwakefulness (Pike 248)                                                         | 1º febbraio 2017  | indipendente    | Download digitale, CD         |
| 2017 | The Moss Lands (Pike 249)                                                                     | 9 febbraio 2017   | indipendente    | Download digitale, CD         |
| 2017 | 250 (Pike 250)                                                                                | 12 febbraio 2017  | indipendente    | Download digitale, CD         |
| 2017 | Waterfall Cove (Pike 251)                                                                     | 17 febbraio 2017  | indipendente    | Download digitale, CD         |
| 2017 | Bozo in the Labyrinth (Pike 252)                                                              | 23 febbraio 2017  | indipendente    | Download digitale, CD         |
| 2017 | Coop Erstown (Pike 253)                                                                       | 28 febbraio 2017  | indipendente    | Download digitale, CD         |
| 2017 | Woven Twigs (Pike 254)                                                                        | 3 marzo 2017      | indipendente    | Download digitale, CD         |
| 2017 | Abominable Snow Scalp (Pike 255)                                                              | 9 marzo 2017      | indipendente    | Download digitale, CD         |
| 2017 | Meteor Firefly Net (Pike 256)                                                                 | 17 marzo 2017     | indipendente    | Download digitale, CD         |
| 2017 | Blank Slate (Pike 257)                                                                        | 25 marzo 2017     | indipendente    | Download digitale, CD         |
| 2017 | Echo (Pike 258)                                                                               | 31 marzo 2017     | indipendente    | Download digitale, CD         |
| 2017 | Undersea Dead City (Pike 259)                                                                 | 2 aprile 2017     | indipendente    | Download digitale, CD         |
| 2017 | Ferry to the Island of Lost Minds (Pike 260)                                                  | 7 aprile 2017     | indipendente    | Download digitale, CD         |
| 2017 | Portal to the Red Waterfall (Pike 261)                                                        | 13 aprile 2017    | indipendente    | Download digitale, CD         |
| 2017 | Nib Y Nool (Pike 262)                                                                         | 15 aprile 2017    | indipendente    | Download digitale, CD         |
| 2017 | Glacier (Pike 263)                                                                            | 24 aprile 2017    | indipendente    | Download digitale, CD         |
| 2017 | Poseidon (Pike 264)                                                                           | 6 maggio 2017     | indipendente    | LP, download digitale, CD     |
| 2017 | Ride Operator Q Bozo (Pike 265)                                                               | 6 giugno 2017     | indipendente    | Download digitale, CD         |
| 2017 | Far (Pike 266)                                                                                | 8 luglio 2017     | indipendente    | Download digitale, CD         |
| 2017 | Thoracic Spine Collapser (Pike 267)                                                           | 15 luglio 2017    | indipendente    | Download digitale, CD         |
| 2017 | Sonar Rainbow (Pike 268)                                                                      | 20 luglio 2017    | indipendente    | Download digitale, CD         |
| 2017 | Decaying Parchment (Pike 269)                                                                 | 11 agosto 2017    | indipendente    | LP, download digitale, CD     |
| 2017 | A3 (Pike 270)                                                                                 | 13 agosto 2017    | indipendente    | Download digitale, CD         |
| 2017 | The Squaring of the Circle (Pike 271)                                                         | 25 agosto 2017    | indipendente    | Download digitale, CD         |
| 2017 | Coniunctio (Pike 272)                                                                         | 28 agosto 2017    | indipendente    | Download digitale, CD         |
| 2017 | 5 13 10 31                                                                                    | 24 novembre 2017  | indipendente    | LP, LP+DVD, download digitale |
| 2017 | Guillotine Furnace (Pike 273)                                                                 | 9 dicembre 2017   | indipendente    | Download digitale, CD         |
| 2018 | Fourneau Cosmique (Pike 274)                                                                  | 22 febbraio 2018  | indipendente    | Download digitale, CD         |
| 2018 | Dreamthread (Pike 275)                                                                        | 4 agosto 2018     | indipendente    | Download digitale, CD         |
| 2020 | Healing Inside Outside Every Side (Pike 276)                                                  | 3 febbraio 2020   | indipendente    | Download digitale, CD         |
| 2020 | Division Is the Devil's Playground (Pike 277)                                                 | 3 febbraio 2020   | indipendente    | Download digitale, CD         |
| 2020 | Unexpected Journeys (Pike 278)                                                                | 21 febbraio 2020  | indipendente    | Download digitale, CD         |
| 2020 | Skeleton Keys (Pike 279)                                                                      | 2 marzo 2020      | indipendente    | Download digitale, CD         |
| 2020 | In Dreamland (Pike 280)                                                                       | 16 marzo 2020     | indipendente    | Download digitale, CD         |
| 2020 | The Sea Remembers Its Own (Pike 281)                                                          | 16 marzo 2020     | indipendente    | Download digitale, CD         |
| 2020 | Toys R Us Tantrums (Pike 282)                                                                 | 30 marzo 2020     | indipendente    | Download digitale, CD         |
| 2020 | Once Upon a Distant Plane (Pike 283)                                                          | 30 settembre 2020 | indipendente    | Download digitale, CD         |
| 2020 | Through the Looking Garden (Pike 284)                                                         | 10 dicembre 2020  | indipendente    | Download digitale, CD         |
| 2020 | The Stone of Folly (Pike 285)                                                                 | 10 dicembre 2020  | indipendente    | Download digitale, CD         |
| 2021 | Nautical Twilight (Pike 286)                                                                  | 1º gennaio 2021   | indipendente    | Download digitale, CD         |
| 2021 | Electrum (Pike 287)                                                                           | 28 febbraio 2021  | indipendente    | Download digitale, CD         |
| 2021 | Liminal Monorail (Pike 288)                                                                   | 28 febbraio 2021  | indipendente    | Download digitale, CD         |
| 2021 | Fogray (Pike 291)                                                                             | 9 aprile 2021     | indipendente    | Download digitale, CD         |
| 2021 | Galaxies (Pike 292)                                                                           | 30 maggio 2021    | indipendente    | Download digitale, CD         |
| 2021 | Pike 289                                                                                      | 1º giugno 2021    | indipendente    | CD                            |
| 2021 | Pike 290                                                                                      | 1º giugno 2021    | indipendente    | CD                            |
| 2021 | Ghouls of the Graves (Pike 296)                                                               | 21 ottobre 2021   | indipendente    | Download digitale, CD         |
| 2021 | Fork (Pike 297)                                                                               | 3 novembre 2021   | indipendente    | Download digitale, CD         |
| 2021 | Robes of Citrine (Pike 298)                                                                   | 11 novembre 2021  | indipendente    | Download digitale, CD         |
| 2021 | Thought Pond (Pike 299)                                                                       | 27 novembre 2021  | indipendente    | Download digitale, CD         |
| 2021 | Quarry (Pike 300)                                                                             | 16 dicembre 2021  | indipendente    | Download digitale, CD         |
| 2021 | The Chariot of Saturn (Pike 301)                                                              | 18 dicembre 2021  | indipendente    | Download digitale, CD         |
| 2021 | Cyborgs Robots & More (Pike 302)                                                              | 31 dicembre 2021  | indipendente    | Download digitale, CD         |
| 2022 | Castle of Franken Berry (Pike 303)                                                            | 11 gennaio 2022   | indipendente    | Download digitale, CD         |
| 2022 | Rainbow Tower (Pike 304)                                                                      | 20 gennaio 2022   | indipendente    | Download digitale, CD         |
| 2022 | Two Story Hourglass (Pike 305)                                                                | 27 gennaio 2022   | indipendente    | Download digitale, CD         |
| 2022 | The Toy Cupboard (Pike 306)                                                                   | 29 gennaio 2022   | indipendente    | Download digitale, CD         |
| 2022 | Mercury Beak (Pike 307)                                                                       | 5 aprile 2022     | indipendente    | Download digitale, CD         |
| 2022 | Theatre of the Disembodied (Pike 308)                                                         | 9 aprile 2022     | indipendente    | Download digitale, CD         |
| 2022 | Cosmic Oven (Pike 309)                                                                        | 28 aprile 2022    | indipendente    | Download digitale, CD         |
| 2022 | In the Laboratory of Doctor Septimus Pretorius (Pike 310)                                     | 7 maggio 2022     | indipendente    | Download digitale, CD         |
| 2022 | Furnace Follies (Pike 311)                                                                    | 11 maggio 2022    | indipendente    | Download digitale, CD         |
| 2022 | Gary Fukamoto My Childhood Best Friend Thanks for All the Times We Played Together (Pike 312) | 13 maggio 2022    | indipendente    | Download digitale, CD         |
| 2022 | Vincent Price Shrunken Head Apple Sculpture (Pike 313)                                        | 20 maggio 2022    | indipendente    | Download digitale, CD         |
| 2022 | Rooster Coaster (Pike 314)                                                                    | 3 giugno 2022     | indipendente    | Download digitale, CD         |
| 2022 | Arboretum (Pike 315)                                                                          | 14 giugno 2022    | indipendente    | Download digitale, CD         |
| 2022 | Angel Wings (Pike 316)                                                                        | 18 giugno 2022    | indipendente    | Download digitale, CD         |

### Album dal vivo
| Anno | Titolo |
| ---- | --- |
| 2019 | Live in Bucketheadland - Pubblicato: 9 febbraio 2019 - Etichetta: indipendente - Formati: CD, LP, LP+DVD, download digitale |
| 2021 | Oven Mitts (Pike 293) - Pubblicato: 9 luglio 2021 - Etichetta: indipendente - Formati: download digitale, CD                |
| 2021 | Warp Threads (Pike 294) - Pubblicato: 13 luglio 2021 - Etichetta: indipendente - Formati: download digitale, CD             |

### Raccolte
| Anno | Titolo                                                                                              |
| ---- | --------------------------------------------------------------------------------------------------- |
| 2007 | In Search of The - Pubblicato: 21 febbraio 2007 - Etichetta: TDRS Music - Formati: 13 CD            |
| 2007 | Acoustic Shards - Pubblicato: 31 maggio 2007 - Etichetta: Avabella - Formati: CD, download digitale |
| 2007 | Bucketheadland Blueprints - Pubblicato: agosto 2007 - Etichetta: TDRS Music - Formati: CD           |
| 2008 | From the Coop - Pubblicato: 9 marzo 2008 - Etichetta: Avabella - Formati: CD                        |
| 2022 | Disembodied Recordings - Pubblicato: maggio 2022 - Etichetta: indipendente - Formati: 5 CD          |

### Colonne sonore
| Anno | Titolo |
| ---- | --- |
| 2019 | SIGIL Soundtrack - Pubblicato: 7 maggio 2019 - Etichetta: indipendente - Formati: download digitale                                                                                 |
| 2021 | Music for Falling (Original Motion Picture Soundtrack) (con Viggo Mortensen e Skating Polly) - Pubblicato: 29 gennaio 2021 - Etichetta: Perceval Press - Formati: download digitale |

### Album mai pubblicati
- Buckethead Plays Disney[1]
- Super Diorama Theater[2]

## Extended play
| Anno | Titolo                                                                   |
| ---- | ------------------------------------------------------------------------ |
| 2001 | KFC Skin Piles - Pubblicato: 2001 - Etichetta: Gonerville - Formati: 12" |

## Demo
- 1991 – Giant Robot
- 1991 – Bucketheadland Blueprints

## Singoli
- 2009 – Jordan
- 2011 – The Rising Sun
- 2018 – Mirror in the Cellar
- 2018 – Missing My Parents
- 2020 – Eagle Cauldron Pool
- 2020 – How Much Does a Thought Weigh
- 2020 – Flare
- 2020 – BooBoo Got His Black Belt
- 2020 – Familiar Spirit
- 2020 – The Caterpillar's Trail
- 2020 – My Sheetz
- 2020 – Maskatron Roper Day of the Robot (Dedicated to John Saxon)
- 2020 – Dancing in the Snow
- 2020 – Door One
- 2020 – Guest of Honor: Paul Frees
- 2020 – Eyes of the Wind
- 2020 – Turning and Turning
- 2020 – MM NYC
- 2020 – Float like a Butterfly Sting like a Bee in Honor of Cameron Boyce
- 2020 – The Kids That Rain Lightning
- 2020 – The Dream Bridge
- 2020 – Statue for Bootsy
- 2020 – Child Perspective
- 2020 – You, Darkness
- 2020 – The Whispering Metals
- 2020 – Beyond the Visable

## Videografia

### Album video
| Anno | Titolo                  |
| ---- | ----------------------- |
| 2005 | Secret Recipe           |
| 2006 | Young Buckethead Vol. 1 |
| 2006 | Young Buckethead Vol. 2 |
| 2018 | 10-31                   |

### Video musicali
| Anno | Titolo                           |
| ---- | -------------------------------- |
| 1999 | The Ballad of Buckethead         |
| 2004 | Spokes for the Wheel of Torment  |
| 2005 | We Are One                       |
| 2018 | 10 31                            |
| 2020 | Eagle Cauldron Pool              |
| 2020 | The Jackson's Home Gary, Indiana |
| 2020 | Bootsy Party on Plastic          |
| 2020 | Rope Light                       |
| 2020 | Original Abe Animatronic         |
| 2020 | Wonkatania                       |
| 2020 | Gloworm                          |
| 2020 | Dante's Lobby                    |
| 2020 | Malfunctioned Toystore           |
| 2020 | Spiral Dune                      |
| 2020 | Fun in Florida                   |
| 2020 | Steeler Country                  |
| 2020 | Good to Stay Warm                |

## Altre pubblicazioni

### Album in collaborazione
- 1993 – Octave of the Holy Innocents (con Jonas Hellborg e Michael Shrieve)
- 1996 – Giant Robot (con Brain e Pete Scaturro; pubblicato come Giant Robot)
- 1997 – I Need 5 Minutes Alone (con Brain; pubblicato come Pieces)
- 2003 – Pandemoniumfromamerica (con Viggo Mortensen)
- 2003 – Intelligence Failure (con Viggo Mortensen)
- 2004 – Heaven and Hell (con Bill Laswell e Shin Terai; pubblicato come Shine)
- 2004 – This That and the Other (con Viggo Mortensen)
- 2005 – Gorgone (con Travis Dickerson e Pinchface; pubblicato come Gorgone)
- 2006 – Chicken Noodles (con Travis Dickerson)
- 2007 – Kevin's Noodle House (con Brain)
- 2007 – Lightyears (con Bill Laswell e Shin Terai; pubblicato come Shin.e)
- 2007 – Chicken Noodles II (con Travis Dickerson)
- 2008 – The Dragons of Eden (con Travis Dickerson e Brain)
- 2008 – Bolt on Neck (con That 1 Guy; pubblicato come Frankenstein Brothers)
- 2010 – Best Regards (con Brain e Melissa)
- 2010 – Kind Regards (con Brain e Melissa Reese)
- 2010 – Left Hanging (con Travis Dickerson)
- 2011 – Reunion (con Viggo Mortensen)

### Album pubblicati come Death Cube K
- 1994 – Dreamatorium
- 1997 – Disembodied
- 1999 – Tunnel
- 2007 – DCK
- 2007 – Monolith
- 2009 – Torn from Black Space
- 2022 – Mirror Interval
- 2022 – Sub Sea Hollow
- 2022 – Magmabot
- 2022 – Bennu Mountain
- 2022 – Salamander Sanctuary

### Apparizioni in album
| Anno | Artista                                    | Titolo                        |
| ---- | ------------------------------------------ | ----------------------------- |
| 1996 | Zillatron                                  | Lord of the Harvest           |
| 1997 | Arcana                                     | Arc of the Testimony          |
| 1997 | Viggo Mortensen                            | One Less Thing to Worry About |
| 1998 | Viggo Mortensen                            | The Other Parade              |
| 1999 | Cornbugs                                   | Spot the Psycho               |
| 1999 | Viggo Mortensen                            | One Man's Meat                |
| 1999 | Shin Terai                                 | Unison                        |
| 1999 | Cobra Strike                               | The 13th Scroll               |
| 2000 | Cobra Strike                               | Cobra Strike II               |
| 2001 | Cornbugs                                   | Cemetery Pinch                |
| 2001 | Cornbugs                                   | How Now Brown Cow             |
| 2001 | Thanatopsis                                | Thanatopsis                   |
| 2002 | Cornbugs                                   | Skeleton Farm                 |
| 2003 | Cornbugs                                   | Rest Home for Robots          |
| 2003 | Thanatopsis                                | Axiology                      |
| 2003 | Viggo Mortensen                            | Recent Forgeries              |
| 2004 | Colonel Claypool's Bucket of Bernie Brains | The Big Eyeball in the Sky    |
| 2004 | Cornbugs                                   | Brain Circus                  |
| 2004 | Cornbugs                                   | Donkey Town                   |
| 2004 | Viggo Mortensen                            | Please Tomorrow               |
| 2005 | Cornbugs                                   | Celebrity Psychos             |
| 2005 | Deli Creeps                                | Dawn of Deli Creeps           |
| 2006 | Thanatopsis                                | Anatomize                     |
| 2008 | Viggo Mortensen                            | At All                        |
| 2008 | Science Faxton                             | Living on Another Frequency   |
| 2008 | Guns N' Roses                              | Chinese Democracy             |
| 2009 | Alix Lambert e Travis Dickerson            | Running After Deer            |
| 2009 | Travis Dickerson                           | Iconography                   |
| 2010 | Brain                                      | Brain as Hamenoodle           |
| 2015 | Thanatopsis                                | Requiem                       |

### Apparizioni multiple con altri artisti
Company
- 1992 – Company 91 (raccolta costituita da tre volumi)

Praxis
- 1992 – A Taste of Mutation
- 1992 – Transmutation (Mutatis Mutandis)
- 1994 – Sacrifist
- 1994 – Metatron
- 1997 – Live in Poland
- 1997 – Transmutation Live
- 1998 – Collection
- 1999 – Warszawa
- 2005 – Zurich
- 2007 – Tennessee 2004
- 2008 – Profanation (Preparation for a Coming Darkness)

Anton Fier
- 1993 – Dreamspeed
- 2003 – Blindlight 1992-1994

Bernie Worrell
- 1993 – Pieces of Woo: The Other Side
- 1997 – Free Agent: A Spaced Odyssey

Bill Laswell
- 1993 – Axiom Collection II: Manifestation
- 1993 – Divination – Ambient Dub Volume 1
- 1994 – Axiom Ambient – Lost in the Translation
- 1995 – Axiom Funk – Funkcronomicon
- 1995 – Axiom Funk – If 6 Was 9 (singolo)
- 1996 – Alien Ambient Galaxy
- 1997 – Valis II - Everything Must Go
- 1998 – Telesterion - Hall of Mysteries
- 2001 – Points of Order
- 2007 – Method of Defiance – Inamorata

Icehouse
- 1993 – Big Wheel (singolo)
- 1993 – Spin One (EP)
- 1994 – Full Circle
- 1994 – Great Southern Land (singolo)
- 1997 – Masterfile

Refrigerator
- 1997 – Refrigerator
- 1997 – Somehow

Phonopsychograph Disk
- 1998 – Ancient Termites
- 1999 – Live @ Slim's/Turbulence Chest
- 1999 – Unrealesed

El Stew
- 1999 – No Hesitation
- 2003 – The Rehearsal
- 2011 – The Dark Night of a Million Stains - The Rehearsal #2

Mike Patton con Buckethead e DJ Flare
- 2000 – Live @ The Knitting Factory (bootleg)

Freekbass
- 2003 – The Air is Fresher Underground
- 2007 – A Sliver of Shiver (DVD Live)
- 2008 – Junkyard Waltz

Bootsy Collins
- 2006 – Christmas Is 4 Ever
- 2011 – Tha Funk Capital of the World

Lawson Rollins
- 2011 – Elevation

### Apparizioni singole con altri artisti
- 1991 – Henry Kaiser – Hope You Like Our New Direction
- 1992 – William Ackerman – The Opening of Doors
- 1993 – MCM and the Monster – Collective Emotional Problems
- 1993 – Psyber Pop – What? So What?
- 1994 – Jon Hassell and Blue Screen – Dressing for Pleasure
- 1994 – Hakim Bey – T.A.Z. (Temporary Autonomous Zone)
- 1995 – Buckshot LeFonque – No Pain No Gain
- 1995 – Julian Schnabel – Every Silver Lining Has a Cloud
- 1998 – Bastard Noise – Split W/Spastic Colon
- 1998 – DJ Qbert – Wave Twisters
- 1999 – Banyan – Anytime at All
- 1999 – Ben Wa – Devil Dub
- 2000 – Double E – Audio Men
- 2000 – Tony Furtado Band – Tony Furtado Band
- 2001 – Meridiem – A Pleasant Fiction
- 2001 – Gonervill – Gonervill
- 2002 – Fishbone and the Familyhood Nextperience – The Friendliest Psychosis of All
- 2003 – Gemini – Product of Pain
- 2005 – Bassnectar – Mesmerizing the Ultra
- 2006 – Gigi – Gold & Wax

### Apparizioni in colonne sonore
| Anno | Titolo                               |
| ---- | ------------------------------------ |
| 1993 | Last Action Hero                     |
| 1995 | Johnny Mnemonic                      |
| 1995 | Mortal Kombat                        |
| 1996 | Myth - Dreams of the World           |
| 1996 | Stealing Beauty                      |
| 1997 | Beverly Hills Ninja                  |
| 1997 | Mortal Kombat: Annihilation          |
| 1999 | Mighty Morphin Power Rangers         |
| 2001 | Ghosts of Mars                       |
| 2001 | Dragon Ball Z: The History of Trunks |
| 2002 | Scratch                              |
| 2004 | Flesh for the Beast                  |
| 2005 | Masters of Horror                    |
| 2005 | Saw II                               |